# Dálnice v Itálii

Plán sítě italských dálnic

Celková délka dálnic v Itálii je v současné době 6965 km. Itálie má podobně jako další státy jižní a západní Evropy rozsáhlou síť dálnic. Maximální povolená rychlost na dálnicích je pro osobní automobily 130 km/h a 110 km/h na rychlostních silnicích. Na italských dálnicích funguje mýtný systém pro všechna vozidla. Dálnice jsou důležité pro italskou ekonomiku, v letním období jsou využívány také zahraničními řidiči. Pro místní dálnice je typické množství tunelů a mostů, které jsou nutné kvůli místní hornaté krajině.

## Historie výstavby dálnic
První plány na výstavbu dálnice se objevily v roce 1921. Počítaly se spojením měst Milán a Varese (dnes dálnice A8) a projektoval je stavební inženýr a podnikatel Piero Puricelli. Dálnice byla dokončena v roce 1926 jako historicky první dálnice na světě. Poté výstavba dalších úseků pokračovala, v roce 1940 měla Itálie cca 400 km dálnic. Dnes má Itálie jednu z nejrozsáhlejších sítí dálnic na světě.

## Seznam dálnic

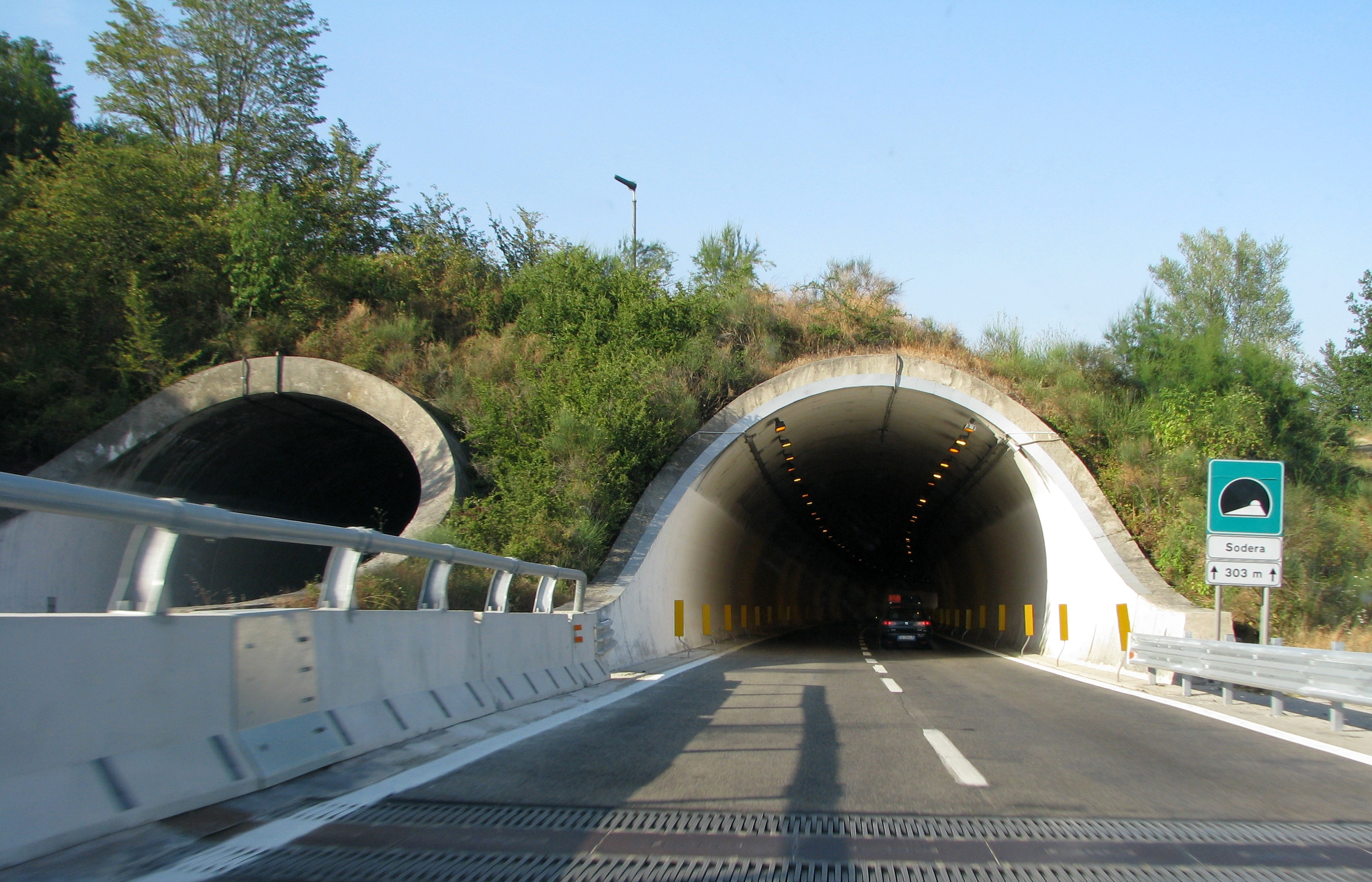
Tunel Sodera na italské dálnici A24

Dálnice jsou v Itálii označovány písmenem A (autostrade – italsky dálnice)
dir v Itálii označuje krátkou odbočku, která navazuje na klasickou dálnici.

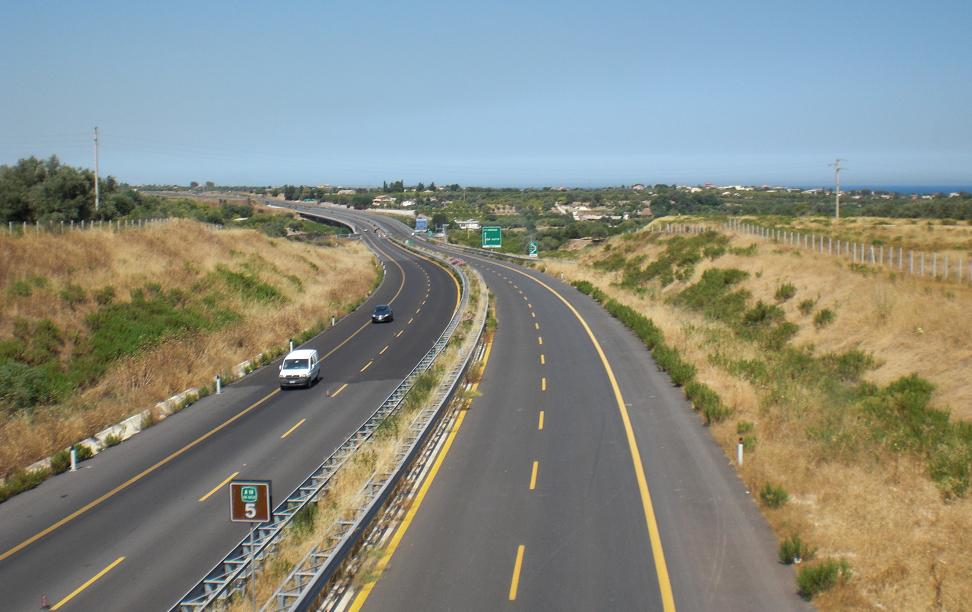
Sicilská dálnice A18 u města Noto

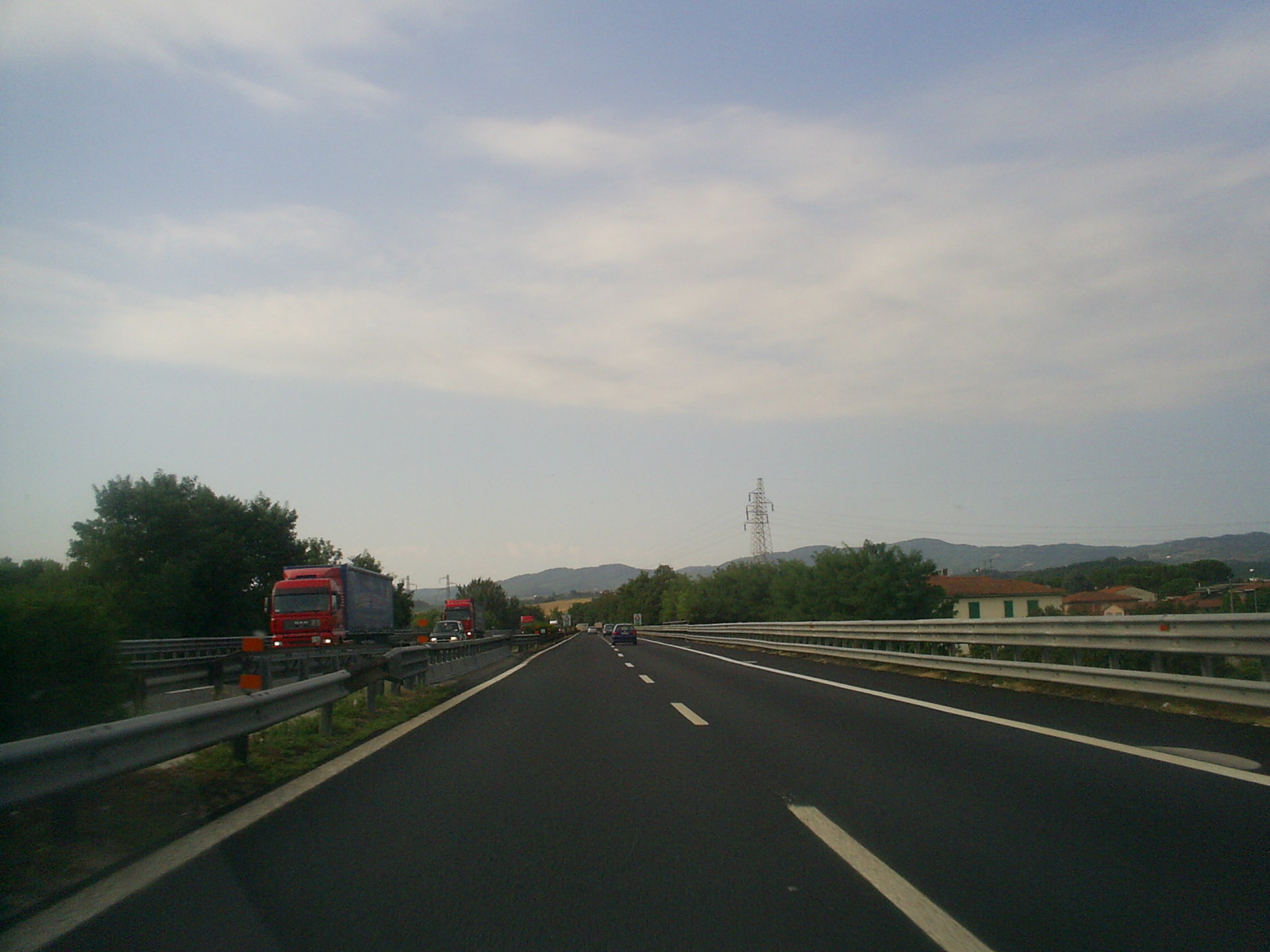
Dálnice A1 u Florencie

Rychlostní limity v Itálii

Dálniční cedule značící odpočívadlo na italské dálnici

### Dálnice

Mapa římského okruhu A90

| Číslo                                    | Mapa                                       | Trasa                                                                                      | Konečná délka (km) | Ve výstavbě (km) | V provozu (km) |
| ---------------------------------------- | ------------------------------------------ | ------------------------------------------------------------------------------------------ | ------------------ | ---------------- | -------------- |
| Autostrada A1 Italia                     | Italia - mappa autostrada A1               | Milán – Bologna – Variante di Valico – Florencie – Řím – Neapol (A3) A1dir: odbočka na Řím | 759,5              | -                | 759,5          |
| Autostrada A2 Italia                     | Italia - mappa autostrada A2               | Fisciano – Salerno – Reggio Calabria                                                       | 432                | -                | 432            |
| Autostrada A3 Italia                     | Italia - mappa autostrada A3               | Neapol (A1) – Salerno (A2)                                                                 | 57                 | -                | 57             |
| Autostrada A4 Italia                     | Italia - mappa autostrada A4               | Turín – Milán – Bergamo – Benátky – Terst                                                  | 522,5              | -                | 522,5          |
| Autostrada A5 Italia                     | Italia - mappa autostrada A5               | Turín – Aosta – Montblanský tunel – Francie (Dálnice A40)                                  | 144                | -                | 144            |
| Autostrada A6 Italia                     | Italia - mappa autostrada A6               | Turín (A55) – Savona (A10)                                                                 | 131                | -                | 131            |
| Autostrada A7 Italia                     | Italia - mappa autostrada A7               | Milán (A50) – Janov (A10)                                                                  | 133,5              | -                | 133,5          |
| Autostrada A8 Italia                     | Italia - mappa autostrada A8               | Milán – Varese                                                                             | 42,5               | -                | 42,5           |
| Autostrada A9 Italia                     | Italia - mappa autostrada A9               | Lainate (A8) – Como – Švýcarsko (Dálnice A2)                                               | 32,5               | -                | 32,5           |
| Autostrada A10 Italia                    | Italia - mappa autostrada A10              | Janov (A7) – Ventimiglia – Francie (Dálnice A8)                                            | 158                | -                | 158            |
| Autostrada A11 Italia                    | Italia - mappa autostrada A11              | Florencie (A1) – Pisa (A12)                                                                | 81                 | -                | 81             |
| Autostrada A12 Italia                    | Italia - mappa autostrada A12              | Civitavecchia (A91) – Tarquinia – Janov                                                    | 477                | -                | 290            |
| Autostrada A13 Italia                    | Italia - mappa autostrada A13              | Bologna – Padova (A4)                                                                      | 116,5              | -                | 116,5          |
| Autostrada A14 Italia                    | Italia - mappa autostrada A14              | Bologna (A1) – Rimini – Bari – Taranto A14dir: odbočka na Ravennu                          | 743,5              | -                | 743,5          |
| Autostrada A15 Italia                    | Italia - mappa autostrada A15              | Parma (A1) – La Spezia (A12)                                                               | 193                | 10               | 108            |
| Autostrada A16 Italia                    | Italia - mappa autostrada A16              | Neapol (A1) – Canossa (A14)                                                                | 172                | -                | 172            |
| Autostrada A18 Italia                    | Italia - mappa autostrada A18              | ostrov Sicílie Messina (A20) – Catania – Gela A18dir: odbočka na Cataniu                   | 208,5              | -                | 118            |
| Autostrada A19 Italia                    | Italia - mappa autostrada A19              | ostrov Sicílie Palermo (A29) – Catania                                                     | 191,5              | -                | 191,5          |
| Autostrada A20 Italia                    | Italia - mappa autostrada A20              | Messina (A18) – Cefalù – Palermo (A19)                                                     | 183                | -                | 183            |
| Autostrada A21 Italia                    | Italia - mappa autostrada A21              | Turín (A55) – Piacenza – Brescia (A4) A21dir: odbočka na Caorso                            | 238                | -                | 238            |
| Autostrada A22 Italia                    | Italia - mappa autostrada A22              | Modena (A1) – Verona – Bolzano – Brennerský průsmyk – Rakousko (Dálnice A13)               | 314                | -                | 314            |
| Autostrada A23 Italia                    | Italia - mappa autostrada A23              | Palmanova (A4) – Tervisio – Rakousko (Dálnice A2)                                          | 120                | -                | 120            |
| Autostrada A24 Italia                    | Italia - mappa autostrada A24              | Řím – L’Aquila – Teramo                                                                    | 166,5              | -                | 166,5          |
| Autostrada A25 Italia                    | Italia - mappa autostrada A25              | Torano (A24) – Pescara (A14)                                                               | 115                | -                | 115            |
| Autostrada A26 Italia                    | Italia - mappa autostrada A26              | Janov (A10) – Gravellona Toce                                                              | 197                | -                | 197            |
| Autostrada A27 Italia                    | Italia - mappa autostrada A27              | Benátky (A4) – Treviso – Belluno                                                           | 84                 | -                | 84             |
| Autostrada A28 Italia                    | Italia - mappa autostrada A28              | Conegliano (A4) – Pordenone – Portogruaro                                                  | 48,5               | -                | 48,5           |
| Autostrada A29 Italia                    | Italia - mappa autostrada A29              | Palermo (A19) – Mazara del Vallo A29dir: Odbočka na Alcano                                 | 114                | -                | 114            |
| Autostrada A30 Italia                    | Italia - mappa autostrada A30              | Caserta (A1) – Salerno                                                                     | 55                 | -                | 55             |
| Autostrada A31 Italia                    | Italia - mappa autostrada A31              | Piovene Rocchette – Vicenza – Rovigo                                                       | 88                 | -                | 88             |
| Autostrada A32 Italia                    | Italia - mappa autostrada A32              | Turín (A55) – Bardonecchia – Tunel Fréjus – Francie (Dálnice A43)                          | 73                 | -                | 73             |
| Autostrada A33 Italia                    | Italia - mappa autostrada A33              | Asti (A21) – Cuneo (A6)                                                                    | 90                 | 5,5              | 67,5           |
| Autostrada A34 Italia                    | Italia - mappa autostrada A34              | Villesse (A4) – Gorizia – Slovinsko (Rychlostní silnice H4)                                | 17                 | v                | 17             |
| Autostrada A35 Italia                    | Italia - mappa autostrada A35              | Brescia (A21) – Milán (A58)                                                                | 49                 | -                | 49             |
| Autostrada A36 Italia                    | Italia - mappa autostrada A36              | Monza                                                                                      | 96                 | 74               | 22             |
| Italian traffic signs - Autostrada CT-SR | Italia - mappa autostrada Catania-Siracusa | ostrov Sicílie Catania – Augusta                                                           | 25                 | -                | 25             |

### Okruhy
- A50 – Viboldone – Trezzano sul Naviglio – Rho – Arese (Okruh Milán-západ)
- A51 – San Donato Milanese – Usmate (Okruh Milán-východ)
- A52 – Sesto San Giovanni – Paderno Dugnano (Okruh Milán-sever)
- A53 – Pavia – Bereguardo (A7)
- A54 – Villalunga – Pavia – Madonna (Okruh Pavia)
- A55 – Falchera – Rivoli – Nichelino – Trofarello (Okruh Turín-sever/Okruh Turín-jih)
- A56 – Neapol – Pozzuoli (Okruh Neapole)
- A90 A-GRA – Grande Raccordo Anulare (Okruh kolem Říma)
- A91 – Řím – letiště Fiumicino